# Konstantin IX. Monomah
Konstantin IX. Monomah (starogrč. Κωνσταντῖνος ὁ Μονομάχος) (?, o. 1000. – Carigrad, 11. siječnja 1055.), bizantski car (1042. – 1054.). Bio je suprug carice Zoe, kćerke bizantskog cara Konstantina VIII., što mu je omogućilo stupanje na carsko prijestolje. Vladao je zajedno sa suprugom i njenom sestrom Teodorom.
Za vrijeme njegove vladavine se dogodio crkveni raskol (1054.).

## Životopis
Konstantin Monomah bio je pripadnik bizantske činovničke aristokracije i ugledni senator. Poslije smrti cara Mihaela V. Kalafata, posinka carice Zoje, koji je 1042. godine bio maknut s prijestolja te oslijepljen i zatočen u manastiru, bizantsko carsko prijestolje pripalo je grimiznorođenim sestrama, Zoji i Teodori, kćerima bizantskog cara Konstantina VIII. (1025. – 1028.). Budući da se vrlo brzo njihova vlast pokazala nesposobnom, Zoe se udala po treći put, tom prilikom za senatora Konstantina Monomaha koji je preuzeo carsku krunu zajedno sa Zoe i njenom sestrom Teodorom.
Konstantin IX. pokazao se također kao nesposoban vladar, koji je zanemarivao državničke dužnosti i provodio vrijeme u zabavama i raskalašenom životu. U krugu carevih savjetnika nalazili su se brojni uglednici, poput Mihaela Psela, Ksifilina i Lihuda za čijeg je djelovanja Carigrad opet postao istaknutim središtem filozofije, školstva i umjetnosti. Davao je povlastice civilnoj upravi na štetu vojske i gradio velebna zdanja. Rastrošnost cara i dvaju carica dovela je do financijske krize koja se očitovala u opadanju vrijednosti novca, što je za posljedicu imalo slabljenje bizantske vojne sile, zbog čega raste potražnja za plaćeničkom vojskom, osobito Normanima.
Carev vojskovođa Georgije Manijak je na čelu varjaško-ruske vojske osvojio od Arapa istočni dio Sicilije s Messinom i Sirakuzom, ali njegovi su vojni uspjesi izazvali sumnjičavost u Carigradu pa je bio opozvan. Kao odgovor na to, Georgije Manijak se proglasio carem te prešao s vojskom u Drač i krenuo s vojskom na Solun. Iako je bio u pobjedničkom nadiranju, tijekom jedne bitke 1043. godine, smrtno je ranjen, što je spasilo vladavinu Konstanina IX. Nekoliko godina kasnije uslijedio je novi ustanak pod vodstvom Lava Tornikija iz Makedonije, koji je 1047. godine opsjeo Carigrad koji se nalazio pred padom i samo je uzurpatorova neodlučnost da zauzme prijestolnicu spasila cara.
Uskoro su se na granicama Carstva pojavili novi neprijatelji. Na istoku su Arape smijenili Turci Seldžuci, a na zapadu Normani, dok su na sjeveru umjesto Bugara i Rusa prodrli stepski narodi, Pečenezi, Uzi i Kumani. Godine 1048. Pečenezi su prešli Dunav i najavili probleme koji će zadesiti Bizantsko Carstvo u budućnosti.
U zadnjoj godini Konstantinove vladavine dogodio se i veliki crkveni raskol, koji je trajno podijelio kršćansku crkvu na istočnu (pravoslavnu) i zapadnu (rimokatoličku). Raskol se dogodio u vrijeme pontifikata pape Leona IX. i patrijarha Mihajla I. Cerularija.